# Aladino Burza
Aladino Battista Burza (Malito, 1904 – 1970?) è stato un partigiano italiano.

## Biografia
Figlio di Antonio Burza e Bombini Vincenza, nasce in una famiglia di idee socialiste che fu perseguitata dal fascismo durante tutto il ventennio. Aderisce alla gioventù socialista nel 1921. Il passaggio al partito comunista avviene nel 1930 ed è tra i leader di un movimento illegale nella provincia di Cosenza. Contribuisce mediante attività di propaganda e insieme a Cesare Curcio, si dedicò alla creazione e direzione di nuove cellule comuniste.

## La retata fascista
L'11 maggio 1932, a Spezzano Piccolo, sui muri, comparvero le scritte: «Viva la Russia bolscevica, viva il comunismo, viva Lenin. comunisti unitevi» e diversi simboli comunisti di colore rosso tracciati con pennello e stampiglie. L’attività clandestina proseguì indisturbata fino all’11 maggio 1932, quando l’arma dei Carabinieri arrestò tutto il gruppo dei comunisti. Per l'episodio furono arrestati Antonio Scervino, Michele Grandinetti e Salvatore Mollo. Il loro arresto permise alle autorità la scoperta di cellule comuniste, che includevano anche molte donne, già attive a Spezzano della Sila e Pedace, mentre altre erano in via di costituzione a Cosenza e Rogliano. Furono trecento persone circa ad essere tratte nelle “patrie galere”. Burza, Curcio, Sicoli e Eduardo Zumpano dirigevano i compagni e curavano gli aspetti organizzativi. Nelle loro abitazioni furono sequestrati bandiere rosse, stampe, timbri di gomma, opuscoli di propaganda comunista e cedole di sottoscrizioni a favore di prigionieri proletari..

## Il confino
Insieme agli altri viene condannato al confino per tre anni e deportato a Ponza e Pietragalla. Partecipando alle azioni di protesta dei confinati il 14 giugno 1933 subisce un'ulteriore condanna a 5 mesi di detenzione poi ridotta a 4 mesi in appello. Ritorna a casa nel 1935 e riprende l'attività politica dove era stata interrotta per espandere il partito ad altri giovani. L'8 settembre 1943 si ritrova a Roma dove riesce ad rafforzare i contatti fra il movimento comunista calabrese e il centro romano. A Roma combatte come comandante partigiano della sesta zona durante la lotta di liberazione dal fascismo.

## Dopoguerra
Nel 1946 viene eletto consigliere comunale nella città di Cosenza. Viene eletto membro del comitato direttivo della Federazione comunista di Cosenza.. Nel 1958 viene candidato alla camera dei deputati ma risulta non eletto anche se ottiene 10049 preferenze.

## Opere
- Atti del primo convegno : una migliore viabilità presupposto della valorizzazione della Sibaritide, Cosenza, Tip. S.c.a.t, 1959, SBN BRI0411311. - Monografia a cura di Burza Aladino e Putignani Adiuto, Supplemento di: Sviluppi meridionali: rassegna bimestrale dell'Associazione Ritorno a Sibari, 39 p.; 24 cm
- Per l'Autostrada del sole : lettera aperta ai cittadini di Calabria e di Lucania, Cosenza, Tip. S.c.a.t. Cosenza, 5 aprile 1959, SBN BRI0411311. - Monografia a cura di Burza Aladino. Estr.da: Sviluppi Meridionali: Rassegna bimestrale dell'Associazione "Ritorno a Sibari".Fasc. 1 (Maggio-Giugno 1959), 7 p; 24 cm
- Sibari : grandi prospettive e grandi ostacoli : relazione all'assemblea generale del 28 maggio 1967 dell'associazione Ritorno a Sibari, Cosenza, tip. Eredi Serafino, 1967, SBN NAP0053505. - Monografia a cura di Aladino Burza, 43 p., 4 c. di tav. ; 25 cm.
- Ritorno a Sibari, Cosenza, Tip. B. Di Giuseppe, 1956, SBN CSA0017424. - Monografia a cura di Burza Aladino, 12 p., [4] c. di tav.; 23 cm